# 40-я пехотная дивизия (Российская империя)
40-я пехотная дивизия — пехотное соединение в составе Русской императорской армии. С середины 1890-х годов входила в 4-й армейский корпус.
Штаб дивизии: Ставрополь (1864), Саратов (1866, 1885), Бобруйск (1892, 1914).

## История дивизии

### Формирование
Дивизия сформирована 6 ноября 1863 г. наряду с 38-й и 39-й пехотными дивизиями из переформированных батальонов бывшей Кавказской резервной дивизии.

Изменение политической обстановки сказалось и на дислокации войск... в 1888 году... из Казанского округа двинуты в пограничные все полевые войска (40-я, а затем и 2-я пехотные дивизии) и там оставлены только резервные бригады.— А. А. Керсновский. История русской армии

### Боевые действия
В ходе русско-турецкой войны в 1877 году была выдвинута на Кавказ, к Аладжинским позициям и подошла к Арпакчаю в июле.
В декабре 1904 года в Виленском военном округе дивизия была мобилизована и с приданной пулемётной ротой погрузилась в эшелоны для следования на Дальний Восток.
Под Гумбинненом III армейский корпус (27-я и 25-я пехотные дивизии и временно приданная ему 40-я пехотная дивизия) нанёс решительное поражение германскому XVII армейскому корпусу. Во время Гумбинненского сражения потеряла 2050 человек.

Бухарестское сражение с 14-го по 18 ноября [1916 года] окончилось тем, чем должно было окончиться — полным разгромом румынской вооруженной силы. От окончательной гибели румыны были спасены только войсками нашего IV армейского корпуса (40-я пехотная дивизия), остановившими под Команой армию Макензена и давшими возможность выйти из наметившегося окружения немногочисленным остаткам румынских войск.— А. А. Керсновский. История Русской армии
В ходе Первой мировой войны: дивизия - активная участница Наревской операции 10-20 июля 1915 г., в ходе которой обороняла пултусский плацдарм. Сражалась в ходе Бухарестского сражения 1916 г.
В январе 1918 года приказано дивизию с приданной ей артиллерийской бригадой белоруссизировать путём перевода в дивизию военнослужащих-белорусов из частей 4-й и 6-й армий. Поскольку в дальнейшем принято решение сформировать отдельную Белорусскую пехотную дивизию, 11 февраля 1918 года приказано 40-ю пехотную дивизию с её артиллерией расформировать.

### Отличия
- В феврале 1881 года полкам 40-й дивизии были Высочайше пожалованы Георгиевские знамёна и знаки отличия на головные уборы[6].

## Состав дивизии
- 1-я бригада (Бобруйск)
  - 157-й пехотный Имеретинский полк
  - 158-й пехотный Кутаисский полк
- 2-я бригада (1903: Гомель; 1913: Могилёв)
  - 159-й пехотный Гурийский полк
  - 160-й пехотный Абхазский полк
- 40-я артиллерийская бригада (Несвиж)

## Командование дивизии
(Командующий в дореволюционной терминологии означал временно исполняющего обязанности начальника или командира. Должности начальника дивизии соответствовал чин генерал-лейтенанта, и при назначении на эту должность генерал-майоров они оставались командующими до момента своего производства в генерал-лейтенанты).

### Начальники дивизии
- 06.11.1863 — 12.05.1865 — генерал-майор (с 22.08.1864 генерал-лейтенант) Зотов, Павел Дмитриевич
- 12.05.1865 — хх.хх.1879 — генерал-майор (с 30.08.1869 генерал-лейтенант) Шатилов, Павел Николаевич
- 10.04.1879 — 09.04.1889 — генерал-майор (с 30.08.1879 генерал-лейтенант) граф Татищев, Иван Дмитриевич
- 09.04.1889 — 03.06.1896 — генерал-лейтенант Эллис, Николай Вениаминович
- 03.06.1896 — 17.12.1898[7] — генерал-лейтенант Хорошхин, Михаил Павлович
- 21.01.1899 — 23.04.1902 — генерал-майор (с 06.12.1899 генерал-лейтенант) Баиов, Константин Алексеевич
- 13.06.1902 — 09.10.1906 — генерал-лейтенант Соколовский, Виктор Адамович
  - 07.10.1906 — 22.04.1907 — командующий генерал-майор Домбровский, Павел Каэтанович
- 22.04.1907 — 19.11.1908 — генерал-лейтенант Домбровский, Павел Каэтанович
- 19.11.1908 — 13.05.1914 — генерал-лейтенант Ферсман, Евгений Александрович
- 13.05.1914 — 08.05.1915 — генерал-лейтенант Короткевич, Николай Николаевич
- 19.08.1915 — 21.10.1915 — командующий генерал-майор Будберг, Алексей Павлович
- 21.10.1915 — 06.07.1916 — генерал-лейтенант Белов, Николай Васильевич
- 06.07.1916 — 30.04.1917 — командующий генерал-майор Резвой, Анатолий Анатольевич
- 30.04.1917 — 05.06.1917 — командующий генерал-майор барон Корф, Николай Андреевич
- 05.06.1917 — хх.03.1918? — командующий генерал-майор Курбатов, Алексей Александрович

### Начальники штаба
Должность начальника штаба дивизии введена 1 января 1857 года.
- 06.11.1863 — 30.04.1864[8] — подполковник Шаликов, Михаил Яковлевич
- 30.04.1864 — 12.08.1865 — подполковник Ризенкампф, Николай Георгиевич
- 12.08.1865 — 25.01.1869 — капитан (с 30.08.1865 подполковник, с 30.08.1868 полковник) Елец, Люциан Адамович
- 07.02.1869 — хх.хх.1872 — подполковник (с 17.04.1870 полковник) Красовский, Николай Иванович
- ранее 15.03.1872 — до 01.05.1878 — полковник Стрелковский, Павел Петрович
- хх.хх.1878 — хх.хх.1879 — полковник Коптев, Михаил Аркадьевич
- 26.07.1879 — 12.11.1890 — подполковник (с 20.04.1880 полковник) князь Бегильдеев, Александр Сергеевич
- 17.11.1890 — 12.12.1895 — полковник Литвинов, Николай Алексеевич
- 04.01.1896 — 23.07.1898 — полковник Коленко, Евгений Васильевич
- 16.08.1898 — 04.12.1899 — полковник Мандрыка, Иван Акимович
- 04.12.1899 — 01.06.1904 — полковник Гаврилов, Александр Петрович
- 28.09.1904 — 20.07.1905 — полковник Бендерев, Анастас Фёдорович
- 17.09.1905 — 20.09.1912 — подполковник (с 06.12.1908 полковник) Тигранов, Леон Фаддеевич
- 30.09.1912 — 18.10.1915 — полковник Якушов, Яков Иванович
- 03.12.1915 — 22.12.1916 — полковник Даровский, Николай Владимирович
- 05.01.1917 — хх.хх.хххх — подполковник (с 15.08.1917 полковник) Вознесенский, Фёдор Фёдорович

### Командиры 1-й бригады
Должности бригадных командиров в пехотных и кавалерийских дивизиях на момент формирования в 1863 г. 40-й пехотной дивизии были упразднены. Они были восстановлены 30.08.1873.
После начала Первой мировой войны в дивизии была оставлена должность только одного бригадного командира, именовавшегося командиром бригады 38-й пехотной дивизии.
- 30.08.1873 — 25.02.1876 — генерал-майор Тухолка, Александр Львович[9]
- 25.02.1876 — 22.05.1878[10] — генерал-майор Граль, Иван Карлович
- 22.05.1878 — 10.08.1878 — генерал-майор Бульмеринг, Евгений (Евгений-Флор-Бернгард) Михайлович
- 10.08.1878 — 25.10.1889 — генерал-майор Данилевский, Виктор Михайлович
- 25.10.1889 — 04.06.1892 — генерал-майор Поливанов, Матвей Михайлович
- 08.06.1892 — 16.02.1894 — генерал-майор Ляпунов, Александр Яковлевич
- 26.02.1894 — 19.06.1899 — генерал-майор Верещагин, Яков Николаевич
- 31.06.1899 — 10.02.1903 — генерал-майор Ралгин, Николай Павлович
- 19.03.1903 — 20.08.1905 — генерал-майор Перлик, Дмитрий Иванович
- 14.03.1906 — 17.12.1908 — генерал-майор Пряслов, Михаил Андреевич
- 15.01.1909 — 04.11.1914 — генерал-майор Карепов, Николай Николаевич
- 21.01.1915 — 04.09.1915 — генерал-майор Ельшин, Александр Яковлевич
- 04.09.1915 — 26.07.1916 — генерал-майор Довгирд, Стефан Агатонович
- 03.08.1916 — 05.06.1917 — генерал-майор Курбатов, Алексей Александрович
- 05.06.1917 — хх.хх.хххх — полковник (с 09.10.1917 генерал-майор) Любимов, Владимир Яковлевич

### Командиры 2-й бригады
- 30.08.1873 — 25.12.1873 — генерал-майор Зедергольм, Альберт Карлович
- 25.12.1873 — 22.06.1874 — генерал-майор Булатович, Ксаверий Викентьевич
- 22.06.1874 — 10.09.1877 — генерал-майор барон Тизенгаузен, Павел Егорович
- 10.09.1877 — 06.05.1878 — генерал-майор Рыдзевский, Георгий Николаевич
- 06.05.1878 — 22.05.1878 — генерал-майор Трейтер, Василий Васильевич
- 22.05.1878 — 20.04.1881 — генерал-майор Перлик, Пётр Тимофеевич
- 20.04.1881 — 04.07.1882 — генерал-майор Полторацкий, Михаил Михайлович
- 21.07.1882 — 18.10.1883 — генерал-майор Романов, Фёдор Алексеевич
- 19.10.1883 — 30.06.1893 — генерал-майор Коноплянский, Фёдор Яковлевич
- 30.06.1893 — 16.06.1895 — генерал-майор князь Микеладзе, Алмасхан Отиевич
- 20.07.1895 — 16.10.1898[11] — генерал-майор Никитин, Владимир Кузьмич
- 20.11.1898 — 09.01.1902 — генерал-майор Горбатовский, Николай Александрович
- 02.02.1902 — 28.07.1905 — генерал-майор Модль, Озвы Альфредович
- 23.01.1906 — 31.12.1913 — генерал-майор Геннингс, Оскар Александрович
- 09.02.1914 — 29.07.1914 — генерал-майор Гальберг, Анатолий Михайлович

### Помощники начальника дивизии
В период с 28 марта 1857 года по 30 августа 1873 года помощники начальника дивизии фактически являлись бригадными командирами.
- 22.01.1864 — 02.05.1864[12] — генерал-майор барон Врангель, Готгард Иоганович (Германович)
- 20.06.1864 — хх.хх.1866 — генерал-майор барон Фитингоф, Николай Адамович
- хх.хх.1866 — хх.хх.1867 — генерал-майор Тяжельников, Иван Иванович
- хх.хх.1867 — 27.02.1871[13] — генерал-майор Ушаков, Андрей Михайлович[14]
- 07.04.1871 — 30.08.1873[15] — генерал-майор Тухолка, Александр Львович

### Командиры 40-й артиллерийской бригады
Бригада сформирована на Кавказе 24 апреля 1864 г. наряду с 38-й и 39-й артиллерийскими бригадами.
До 1875 г. должности командира артиллерийской бригады соответствовал чин полковника, а с 17 августа 1875 г. - чин генерал-майора.
- 13.05.1864 — 01.04.1869 — полковник Турчанинов, Аполлон Иванович
- 01.04.1869 — 07.01.1870 — полковник Богданов, Николай Павлович
- 07.01.1870 — хх.хх.1870 — полковник (с 17.04.1870 генерал-майор) Крыжановский, Иван Антонович
- ранее 07.01.1871 — 06.03.1873 — полковник Симанов, Дмитрий Степанович
- 06.03.1873 — 26.10.1877 — полковник Вейсфлог, Аполлон Карлович
- 13.11.1877 — 19.10.1886 — полковник (с 13.07.1879 генерал-майор) Гарковенко, Павел Евстафьевич
- 19.09.1886 — 12.10.1892 — генерал-майор Завадовский, Иосиф Иванович
- 30.11.1892 — 15.10.1895 — генерал-майор Стогов, Евграф Евграфович
- 15.10.1895 — 14.02.1899 — генерал-майор Цветков, Николай Викторович
- 14.02.1899 — 16.03.1899 — генерал-майор Добужинский, Валериан Петрович
- 16.03.1899 — 02.05.1900 — генерал-майор Бойе, Владимир Александрович
- 02.05.1900 — 15.02.1905 — полковник (с 01.01.1901 генерал-майор) Слёзкин, Алексей Михайлович
- 15.02.1905 — 12.02.1907 — полковник Виноградов, Пётр Алексеевич
- 21.02.1907 — 17.12.1908 — полковник (с 31.05.1907 генерал-майор) Петунин, Александр Яковлевич
- 16.01.1909 — 04.05.1911 — генерал-майор Апушкин, Владимир Фёдорович
- 03.06.1911 — 07.05.1915 — генерал-майор Романовский, Николай Александрович
- 30.05.1915 — 23.06.1916 — генерал-майор Чиж, Степан Степанович
- 26.06.1916 — хх.хх.хххх — полковник (с 26.08.1916 генерал-майор) Милостанов, Леонид Иванович